# 500 miles d'Indianapolis 1956
GP précédent GP suivant
Les 500 miles d'Indianapolis 1956 (XLth Indianapolis Motor Sweepstakes), courus sur l'Indianapolis Motor Speedway et organisés le mercredi 30 mai 1956, ont été remportés par le pilote américain Pat Flaherty sur une Watson-Offenhauser.
L'épreuve comptait pour le championnat national américain (USAC) mais également pour le championnat du monde des pilotes, dont elle constituait la cinquante-et-unième épreuve courue depuis 1950, et la troisième manche de la saison.

## Contexte avant la course

### Le championnat du monde
Depuis sa création en 1950, le championnat du monde des conducteurs intègre l'épreuve des 500 miles d'Indianapolis (courus suivant une réglementation proche de l'ancienne Formule internationale de 1938) en plus des principaux Grands Prix internationaux. Épreuve très spécifique se courant avec des monoplaces spécialement conçues pour le 'Speedway', les 500 miles sont généralement boycottés par les pilotes de formule 1, et bien souvent exclusivement disputés par les concurrents du championnat national américain, auparavant organisé par l'AAA, puis depuis cette année par l'USAC. Cette célèbre épreuve n'a donc aucune incidence sur l'attribution du titre mondial. L'as italien Alberto Ascari, champion du monde en 1952 et 1953, s'était toutefois essayé sur la piste ovale en 1952 au volant d'une Ferrari, sans succès malgré un début de course prometteur. Pour cette édition 1956, c'est au tour du vétéran Giuseppe Farina, champion du monde 1950, de tenter sa chance au volant d'une Kurtis Kraft à moteur Ferrari et d'affronter les spécialistes américains de la discipline.

### Le circuit

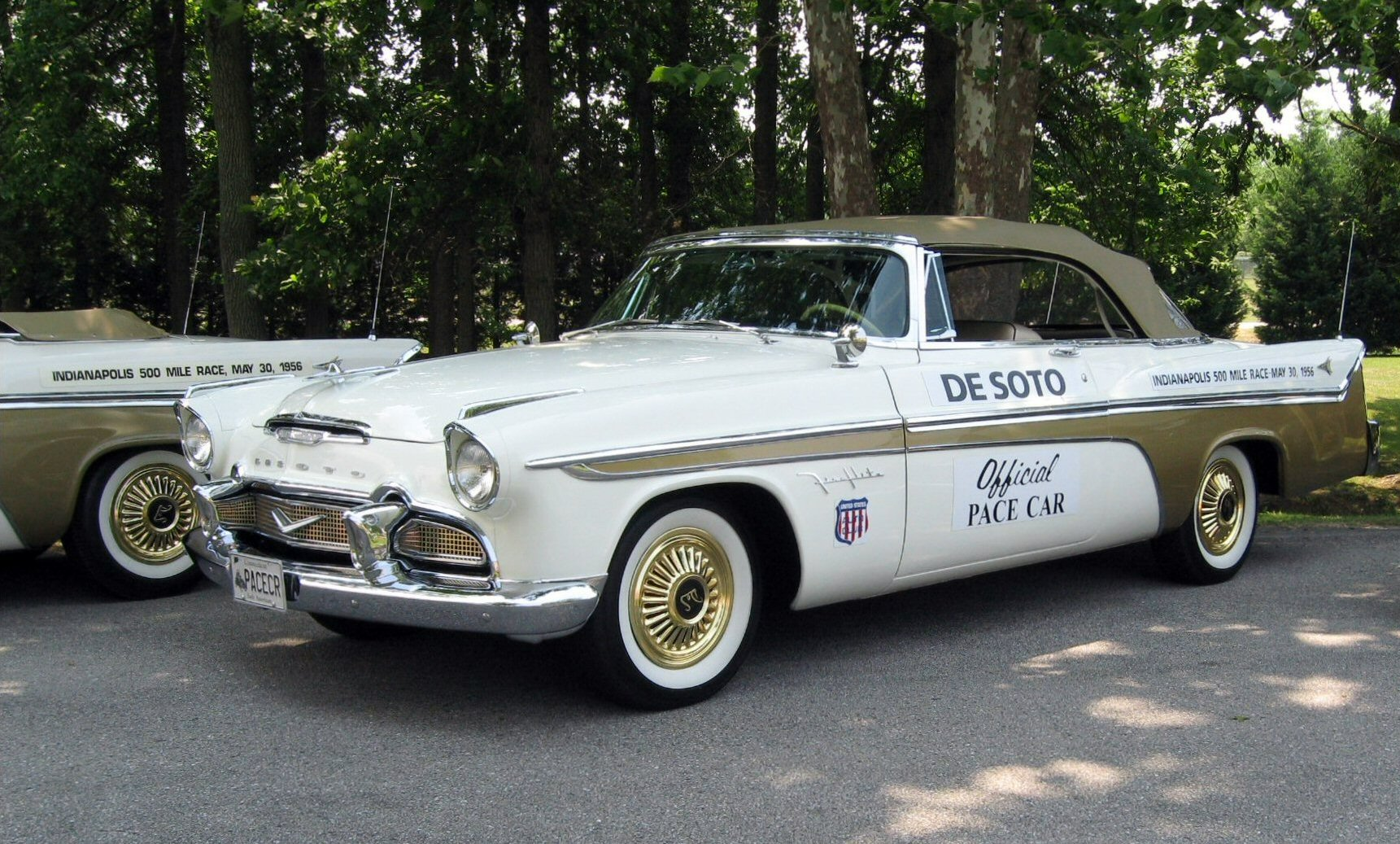
La DeSoto Fireflite Convertible, Pace Car de l'édition 1956 des 500 miles.

Le circuit d'Indianapolis, dans l'Indiana, est le temple du sport automobile américain. Son tracé rectangulaire comporte quatre virages à gauche, relevés d'une dizaine de degrés et à rayon constant. Réalisé sous la houlette de l'homme d'affaires Carl Fisher, il fut inauguré en 1909, le parcours n'ayant pas évolué depuis cette date. Pour 1956, le revêtement du circuit a été entièrement refait, les portions en briques disparaissant au profit de l'asphalte, à l'exception de la ligne de départ où subsiste une bande de briques, dernier vestige du 'brickyard'. En 1955, Jack McGrath avait réalisé une moyenne de plus de 229 km/h lors des qualifications, mais le nouveau revêtement devrait permettre des vitesses nettement supérieures cette année.
Comme la plupart des courses aux États-Unis, le départ est de type lancé, les pilotes étant libérés après un tour accompli derrière la voiture de sécurité ('Pace Car'), une DeSoto Fireflite Convertible pour l'édition 1956.

## Monoplaces en lice
La piste d'Indianapolis ne comporte que des virages à gauche, aussi les monoplaces engagées sont-elles préparées spécialement : moteur décentré à gauche du châssis, les pneus profilés pour les virages à gauche. Le constructeur le plus représenté est Kurtis Kraft, vainqueur des éditions 1950, 1951, 1953, 1954 et 1955. Presque tous les concurrents utilisent le bloc 4 cylindres Offenhauser (4500 cm3, puissance estimée entre 350 et 400 chevaux). Le règlement permet également l'utilisation de moteurs 3 litres suralimentés. En 1956, seul le motoriste Novi utilise cette option, son V8 à compresseur développant environ 560 chevaux. On note également la présence d'un six cylindres atmosphérique Ferrari sur la Kurtis Kraft de Giuseppe Farina.

## Coureurs inscrits
| no | Pilote                               | Écurie                   | Monoplace (nom officiel)         | Constructeur | Châssis               | Moteur         | Pneumatiques |
| 1  | Bob Sweikert                         | D-A Lubricant Racing     | D-A Lubricant Spl.               | Kurtis Kraft | Kurtis Kraft 500C     | Offenhauser L4 | F            |
| 2  | Jimmy Bryan                          | Dean Van Lines           | Dean Van Lines Spl.              | Kuzma        | Kuzma Indy Roadster   | Offenhauser L4 | F            |
| 3  | Marshall Teague                      | Dean Van Lines           | Dean Van Lines Spl.              | Kuzma        | Kuzma Indy Roadster   | Offenhauser L4 | F            |
| 4  | Sam Hanks                            | Jones & Maley Cars       | Jones & Maley Spl.               | Kurtis Kraft | Kurtis Kraft 500C     | Offenhauser L4 | F            |
| 5  | Andy Linden                          | H.A. Chapman             | Chapman Spl.                     | Kurtis Kraft | Kurtis Kraft 500C     | Offenhauser L4 | F            |
| 7  | Pat O’Connor                         | Ansted Rotary            | Ansted Rotary Spl.               | Kurtis Kraft | Kurtis Kraft 500D     | Offenhauser L4 | F            |
| 8  | Pat Flaherty                         | John Zink                | John Zink Spl.                   | Watson       | Watson Indy Roadster  | Offenhauser L4 | F            |
| 9  | Giuseppe Farina                      | Bardahl Ferrari          | Bardahl Spl.                     | Kurtis Kraft | Kurtis Kraft 500D     | Ferrari L6     | F            |
| 10 | Ed Elisian                           | Fred Sommer              | Hoyt Machine Spl.                | Kurtis Kraft | Kurtis Kraft 500C     | Offenhauser L4 | F            |
| 12 | Al Herman                            | Pat Clancy               | Bardhal Spl.                     | Kurtis Kraft | Kurtis Kraft 500B     | Offenhauser L4 | F            |
| 14 | Bob Veith                            | Federal Engineering      | Federal Engineering Detroit Spl. | Kurtis Kraft | Kurtis Kraft 500C     | Offenhauser L4 | F            |
| 15 | Johnny Boyd                          | Bignotti                 | Bowes Seal Fast Spl.             | Kurtis Kraft | Kurtis Kraft 500E     | Offenhauser L4 | F            |
| 16 | Don Freeland                         | Bob Estes                | Bob Estes Spl.                   | Phillips     | Phillips              | Offenhauser L4 | F            |
| 19 | Rodger Ward                          | Ed Walsh                 | Filter Queen Spl.                | Kurtis Kraft | Kurtis Kraft 500C     | Offenhauser L4 | F            |
| 22 | Dempsey Wilson                       | T.W. & W.T. Martin       | Martin Bros Spl.                 | Kurtis Kraft | Kurtis Kraft          | Offenhauser L4 | F            |
| 24 | Jim Rathmann                         | Lindsey Hopkins          | Hopkins Spl.                     | Kurtis Kraft | Kurtis Kraft 500C     | Offenhauser L4 | F            |
| 25 | Tony Bonadies                        | Duke Donaldson           | Duke Donaldson Spl.              | Kurtis Kraft | Kurtis Kraft 3000     | Offenhauser L4 | F            |
| 26 | Jimmy Reece                          | Joseph Massaglia         | Massaglia Hotel Spl.             | Lesovsky     | Lesovsky              | Offenhauser L4 | F            |
| 27 | Cliff Griffith                       | Jim Robbins              | Jim Robbins Spl.                 | Stevens      | Stevens               | Offenhauser L4 | F            |
| 29 | Paul Russo                           | Novi Racing              | Novi Vespa Spl.                  | Kurtis Kraft | Kurtis Kraft 500F     | Novi V8s       | F            |
| 31 | Jimmy Davies                         | Novi Racing              | Novi Vespa Spl.                  | Kurtis Kraft | Kurtis Kraft 500F     | Novi V8s       | F            |
| 33 | Eddie Russo                          | Californian Muffler      | Belond-Miracle Power Spl.        | Epperly      | Epperly Indy Roadster | Offenhauser L4 | F            |
| 34 | Johnnie Tolan                        | Trio Brass Foundry       | Trio Brass Foundry Spl.          | Kurtis Kraft | Kurtis Kraft 500C     | Offenhauser L4 | F            |
| 35 | Johnnie Kay                          | Peter Wales Trucking     | Pete Wales Spl.                  | Kurtis Kraft | Kurtis Kraft 4000     | Offenhauser L4 | F            |
| 41 | Billy Garrett                        | E.R. Casale              | Greenman-Casale Spl.             | Kuzma        | Kuzma Indy Roadster   | Offenhauser L4 | F            |
| 42 | Fred Agabashian                      | Federal Engineering      | Federal Eng. Detroit Spl.        | Kurtis Kraft | Kurtis Kraft 500C     | Offenhauser L4 | F            |
| 46 | Shorty Templeman                     | Lee Glessner Spl.        | Lee Glessner Spl.                | Hillegass    | Hillegass Sprint Car  | Offenhauser L4 | F            |
| 47 | Marshall Teague                      | Chapman Root             | Sumar Spl.                       | Kurtis Kraft | Kurtis Kraft          | Offenhauser L4 | F            |
| 48 | Jimmy Daywalt                        | Chapman Root             | Sumar Spl.                       | Kurtis Kraft | Kurtis Kraft 500D     | Offenhauser L4 | F            |
| 49 | Ray Crawford                         | Ray Crawford             | Crawford Spl.                    | Kurtis Kraft | Kurtis Kraft 500B     | Offenhauser L4 | F            |
| 51 | Len Duncan                           | Ray Brady                | Ray Brady Spl.                   | Kurtis Kraft | Kurtis Kraft 4000     | Offenhauser L4 | F            |
| 53 | Troy Ruttman                         | John Zink                | John Zink Spl.                   | Kurtis Kraft | Kurtis Kraft 500C     | Offenhauser L4 | F            |
| 54 | Jack Turner                          | Ernest Ruiz              | Travelon Trailer Spl.            | Kurtis Kraft | Kurtis Kraft 500B     | Offenhauser L4 | F            |
| 55 | Al Keller                            | Sam Traylor Offy         | Sam Traylor Spl.                 | Kurtis Kraft | Kurtis Kraft 4000     | Offenhauser L4 | F            |
| 57 | Bob Christie                         | H.H. Johnson             | Helse Spl.                       | Kurtis Kraft | Kurtis Kraft 500D     | Offenhauser L4 | F            |
| 58 | Eddie Sachs                          | Ray Brady                | Ray Brady Spl.                   | Schroeder    | Schroeder             | Offenhauser L4 | F            |
| 62 | Len Sutton                           | Wolcott Fuel Injection   | Wolcott Spl.                     | Lesovsky     | Lesovsky              | Offenhauser L4 | F            |
| 64 | Duke Dinsmore                        | Shannon's                | Shannon Spl.                     | Kurtis Kraft | Kurtis Kraft 500A     | Offenhauser L4 | F            |
| 73 | Dick Rathmann                        | Kalamazoo Sports         | McNamara Spl.                    | Kurtis Kraft | Kurtis Kraft 500C     | Offenhauser L4 | F            |
| 74 | Mike Magill                          | Chesty Food              | Chesty Food Spl.                 | Templeton    | Templeton D           | Offenhauser L4 | F            |
| 75 | Marvin Pifer                         | Commercial Motor Freight | Commercial Motor Freight Spl.    | Ewing        | Ewing D               | Offenhauser L4 | F            |
| 77 | Jim McWithey                         | Dayton Steel Foundry     | Dayton Steel Spl.                | Schroeder    | Schroeder             | Offenhauser L4 | F            |
| 78 | Dick Rathmann                        | Lindsey Hopkins          | Hopkins Spl.                     | Lesovsky     | Lesovsky              | Offenhauser L4 | F            |
| 79 | Dempsey Wilson                       | Marquette Tool           | Marquette Tool Spl.              | Silnes       | Silnes                | Offenhauser L4 | F            |
| 81 | Eddie Johnson                        | Pete Salemi              | Central Excavating Spl.          | Kuzma        | Kuzma Indy Roadster   | Offenhauser L4 | F            |
| 82 | Gene Hartley                         | Pete Salemi              | Central Excavating Spl.          | Kuzma        | Kuzma Indy Roadster   | Offenhauser L4 | F            |
| 84 | Bill Cheesbourg                      | Cecil McDonald           | McDonald Spl.                    | Lesovsky     | Lesovsky              | Offenhauser L4 | F            |
| 85 | Gig Stephens                         | Slick Racers             | Slick Racers Spl.                | Kurtis Kraft | Kurtis Kraft 2000     | Offenhauser L4 | F            |
| 87 | Jay Abney Dick Reese Bill Cheesbourg | Cecil McDonald           | McDonald Spl.                    | Kurtis Kraft | Kurtis Kraft 4000     | Offenhauser L4 | F            |
| 88 | Johnny Thomson                       | Peter Schmidt            | Peter Schmidt Spl.               | Kuzma        | Kuzma Indy Roadster   | Offenhauser L4 | F            |
| 89 | Keith Andrews                        | Dunn Engineering         | Dunn Engineering Spl.            | Kurtis Kraft | Kurtis Kraft 500B     | Offenhauser L4 | F            |
| 91 | Johnny Baldwin                       | Bardahl Ferrari          | Bardahl Spl.                     | Ferrari      | Ferrari 375 Spl.      | Ferrari V12    | F            |
| 93 | Leroy Warriner                       | Roy McKay                | Roy McKay Spl.                   | Kurtis Kraft | Kurtis Kraft 3000     | Offenhauser L4 | F            |
| 98 | Johnnie Parsons                      | JC Agajanian             | Agajanian Spl.                   | Kuzma        | Kuzma Indy Roadster   | Offenhauser L4 | F            |
| 99 | Tony Bettenhausen                    | Murrell Belanger         | Belanger Motors Spl.             | Kurtis Kraft | Kurtis Kraft 500C     | Offenhauser L4 | F            |

- Remarque : Un pilote peut être inscrit sur plusieurs voitures. De même, plusieurs pilotes peuvent tenter de qualifier une même voiture.

## Qualifications
Les essais qualificatifs sont prévus les deux week-ends du 19/20 et 26/27 mai. Pour les qualifications, les pilotes sont chronométrés sur 4 tours lancés (10 miles). Le premier jour, déterminant les premières positions de la grille de départ, est appelé "Pole Day", les pilotes se qualifiant les jours suivants ne pouvant prétendre aux premières places. Grâce au nouveau revêtement de la piste, les moyennes au tour ont été nettement améliorées lors des premiers entraînements, et la performance réalisée par Jack McGrath en 1955 (231,412 km/h) sur son meilleur des quatre tours lancés devrait être nettement battue.
Le samedi 19 mai, les conditions sont idéales, la piste est parfaitement sèche et beaucoup de pilotes s'apprêtent à tourner. Les spectateurs sont venus en masse, 125 000 sont présents ! Jim Rathmann est le premier à s'élancer, et dès son premier tour chronométré le ton est donné : 233,051 km/h, le record est déjà tombé. Son troisième tour lancé est accompli à 235,017 km/h, la moyenne des quatre tours s'établissant à 233,548 km/h. Seize autres pilotes vont se qualifier ce premier jour, tous à une moyenne supérieure à 226,6 km/h. Un seul va parvenir à battre Rathmann : le Californien Pat Flaherty, avec un premier tour lancé accompli à 235,054 km/h et une moyenne de 234,314 km/h sur les quatre tours, obtenant la pole position. Troisième avec une moyenne de 233,323 km/h, Pat O'Connor complète la première ligne.
La session du dimanche est également très disputée, douze pilotes obtenant leur qualification, la meilleure performance étant à l'actif de Johnny Thomson qui accomplit ses quatre tours à la moyenne 234,238 km/h, pratiquement aussi vite que Flaherty la veille. C'est la deuxième meilleure performance du week-end ; Thomson devra cependant derrière les dix-sept pilotes qualifiés le samedi.
Pour le second week-end de qualification, seulement quatre places restent à pourvoir. Il pleut toute la journée du samedi 26 et aucun pilote ne prend le volant. Le dimanche, il fait un peu meilleur mais ce n'est qu'en fin d'après-midi que le soleil apparaît, asséchant suffisamment la piste pour permettre de compléter la grille, avant que la pluie ne réapparaisse, mettant un terme aux espoirs du champion italien Giuseppe Farina, qui n'a pas l'opportunité de tourner.
| Pos. | no | Pilote            | Voiture           | Moyenne      | Temps (4 tours) | Écart    |
| 1    | 8  | Pat Flaherty      | Watson            | 234,314 km/h | 4 min 07 s 26   |          |
| 2    | 24 | Jim Rathmann      | Kurtis Kraft      | 233,548 km/h | 4 min 08 s 07   | + 0 s 81 |
| 3    | 7  | Pat O’Connor      | Kurtis Kraft      | 233,323 km/h | 4 min 08 s 31   | + 1 s 05 |
| 4    | 73 | Dick Rathmann     | Kurtis Kraft      | 232,938 km/h | 4 min 08 s 72   | + 1 s 46 |
| 5    | 99 | Tony Bettenhausen | Kurtis Kraft      | 232,714 km/h | 4 min 08 s 96   | + 1 s 70 |
| 6    | 98 | Johnnie Parsons   | Kuzma             | 231,977 km/h | 4 min 09 s 75   | + 2 s 49 |
| 7    | 42 | Fred Agabashian   | Kurtis Kraft      | 231,857 km/h | 4 min 09 s 88   | + 2 s 62 |
| 8    | 29 | Paul Russo        | Kurtis Kraft-Novi | 231,015 km/h | 4 min 10 s 79   | + 3 s 53 |
| 9    | 5  | Andy Linden       | Kurtis Kraft      | 230,226 km/h | 4 min 11 s 65   | + 4 s 39 |
| 10   | 1  | Bob Sweikert      | Kurtis Kraft      | 230,189 km/h | 4 min 11 s 69   | + 4 s 43 |
| 11   | 53 | Troy Ruttman      | Kurtis Kraft      | 229,306 km/h | 4 min 12 s 66   | + 5 s 40 |
| 12   | 15 | Johnny Boyd       | Kurtis Kraft      | 229,069 km/h | 4 min 12 s 92   | + 5 s 66 |
| 13   | 4  | Sam Hanks         | Kurtis Kraft      | 228,609 km/h | 4 min 13 s 43   | + 6 s 17 |
| 14   | 10 | Ed Elisian        | Kurtis Kraft      | 227,532 km/h | 4 min 14 s 63   | + 7 s 37 |
| 15   | 19 | Rodger Ward       | Kurtis Kraft      | 227,193 km/h | 4 min 15 s 01   | + 7 s 75 |
| 16   | 48 | Jimmy Daywalt     | Kurtis Kraft      | 226,880 km/h | 4 min 15 s 36   | + 8 s 10 |
| 17   | 49 | Ray Crawford      | Kurtis Kraft      | 226,731 km/h | 4 min 15 s 53   | + 8 s 27 |

| Pos. | no | Pilote         | Voiture      | Moyenne      | Temps (4 tours) | Écart    |
| 1    | 88 | Johnny Thomson | Kuzma        | 234,238 km/h | 4 min 07 s 34   |          |
| 2    | 2  | Jimmy Bryan    | Kuzma        | 231,329 km/h | 4 min 10 s 45   | + 3 s 11 |
| 3    | 89 | Keith Andrews  | Kurtis Kraft | 230,098 km/h | 4 min 11 s 79   | + 4 s 45 |
| 4    | 26 | Jimmy Reece    | Lesovsky     | 229,951 km/h | 4 min 11 s 95   | + 4 s 61 |
| 5    | 82 | Gene Hartley   | Kuzma        | 229,888 km/h | 4 min 12 s 02   | + 4 s 68 |
| 6    | 14 | Bob Veith      | Kurtis Kraft | 229,388 km/h | 4 min 12 s 57   | + 5 s 23 |
| 7    | 54 | Jack Turner    | Kurtis Kraft | 229,161 km/h | 4 min 12 s 82   | + 5 s 48 |
| 8    | 57 | Bob Christie   | Kurtis Kraft | 228,907 km/h | 4 min 13 s 10   | + 5 s 76 |
| 9    | 16 | Don Freeland   | Phillips     | 228,042 km/h | 4 min 14 s 06   | + 6 s 72 |
| 10   | 12 | Al Herman      | Kurtis Kraft | 227,899 km/h | 4 min 14 s 22   | + 6 s 88 |
| 11   | 55 | Al Keller      | Kurtis Kraft | 227,228 km/h | 4 min 14 s 97   | + 7 s 63 |
| 12   | 41 | Billy Garrett  | Kuzma        | 226,208 km/h | 4 min 16 s 12   | + 8 s 78 |

| Pos. | no | Pilote         | Voiture      | Moyenne      | Temps (4 tours) | Écart    |
| 1    | 27 | Cliff Griffith | Stevens      | 227,676 km/h | 4 min 14 s 47   |          |
| 2    | 34 | Johnnie Tolan  | Kurtis Kraft | 225,406 km/h | 4 min 17 s 03   | + 2 s 56 |
| 3    | 81 | Eddie Johnson  | Kuzma        | 223,848 km/h | 4 min 18 s 82   | + 4 s 35 |
| 4    | 64 | Duke Dinsmore  | Kurtis Kraft | 222,781 km/h | 4 min 20 s 06   | + 5 s 59 |

## Grille de départ
| 1re ligne | Pos. 1                                    |  | Pos. 2                                      |  | Pos. 3                                  |
|           | Pat Flaherty Watson 234,314 km/h          |  | Jim Rathmann Kurtis Kraft 233,548 km/h      |  | Pat O'Connor Kurtis Kraft 229,460 km/h  |
| 2e ligne  | Pos. 4                                    |  | Pos. 5                                      |  | Pos. 6                                  |
|           | Dick Rathmann Kurtis Kraft 232,938 km/h   |  | Tony Bettenhausen Kurtis Kraft 232,714 km/h |  | Johnnie Parsons Kuzma 231,977 km/h      |
| 3e ligne  | Pos. 7                                    |  | Pos. 8                                      |  | Pos. 9                                  |
|           | Fred Agabashian Kurtis Kraft 231,857 km/h |  | Paul Russo Kurtis Kraft 231,015 km/h        |  | Andy Linden Kurtis Kraft 230,210 km/h   |
| 4e ligne  | Pos. 10                                   |  | Pos. 11                                     |  | Pos. 12                                 |
|           | Bob Sweikert Kurtis Kraft 230,189 km/h    |  | Troy Ruttman Kurtis Kraft 229,306 km/h      |  | Johnny Boyd Kurtis Kraft 229,069 km/h   |
| 5e ligne  | Pos. 13                                   |  | Pos. 14                                     |  | Pos. 15                                 |
|           | Sam Hanks Kurtis Kraft 228,609 km/h       |  | Ed Elisian Kurtis Kraft 227,532 km/h        |  | Rodger Ward Kurtis Kraft 227,193 km/h   |
| 6e ligne  | Pos. 16                                   |  | Pos. 17                                     |  | Pos. 18                                 |
|           | Jimmy Daywalt Kurtis Kraft 226,880 km/h   |  | Ray Crawford Kurtis Kraft 226,731 km/h      |  | Johnny Thomson Kuzma 234,238 km/h       |
| 7e ligne  | Pos. 19                                   |  | Pos. 20                                     |  | Pos. 21                                 |
|           | Jimmy Bryan Kuzma 231,329 km/h            |  | Keith Andrews Kurtis Kraft 230,098 km/h     |  | Jimmy Reece Lesovsky 229,951 km/h       |
| 8e ligne  | Pos. 22                                   |  | Pos. 23                                     |  | Pos. 24                                 |
|           | Gene Hartley Kuzma 229,888 km/h           |  | Bob Veith Kurtis Kraft 229,388 km/h         |  | Jack Turner Kurtis Kraft 229,161 km/h   |
| 9e ligne  | Pos. 25                                   |  | Pos. 26                                     |  | Pos. 27                                 |
|           | Bob Christie Kurtis Kraft 228,907 km/h    |  | Don Freeland Phillips 228,042 km/h          |  | Al Herman Kurtis Kraft 227,899 km/h     |
| 10e ligne | Pos. 28                                   |  | Pos. 29                                     |  | Pos. 30                                 |
|           | Al Keller Kurtis Kraft 227,228 km/h       |  | Billy Garrett Kuzma 226,208 km/h            |  | Cliff Griffith Stevens 227,676 km/h     |
| 11e ligne | Pos. 31                                   |  | Pos. 32                                     |  | Pos. 33                                 |
|           | Johnnie Tolan Kurtis Kraft 225,406 km/h   |  | Eddie Johnson Kuzma 223,848 km/h            |  | Duke Dinsmore Kurtis Kraft 222,781 km/h |

- La pole a été réalisée par Pat Flaherty à la moyenne de 234,314 km/h. Il s'agit également du meilleur temps des qualifications.

## Déroulement de la course
Le départ de la course est donné à onze heures. Le temps est couvert, mais la piste est sèche. Lorsque la voiture de sécurité s'efface, c'est Jim Rathmann qui, du centre de la première ligne, réussit le meilleur départ. Il aborde le premier virage en tête devant Pat Flaherty et Pat O'Connor. Jim Rathmann repasse le premier à la fin du premier tour, avec une légère avance sur Flaherty et O'Connor, qui roulent au coude à coude. Tony Bettenhausen remonte bientôt en quatrième position, juste derrière O'Connor. Ces deux hommes se livrent un duel acharné et débordent Flaherty, se rapprochant du leader. Au quatrième tour, O'Connor déborde Rathmann et prend la tête, suivi de très près par Bettenhausen. Après un départ moyen, Paul Russo exploite à fond la puissance de sa Novi Spl. pour rejoindre les hommes de tête. Au cinquième tour, il est revenu en cinquième position, dans les roues de Flaherty. À la fin du dixième tour, il est dans le sillage d'O'Connor, il le dépasse peu après, prenant la tête de la course. Flaherty se maintient dans la roue des deux premiers, tandis que Bettenhausen a lâché prise et perdu quelques places au sein du peloton. Durant une dizaine de tours, les trois hommes de tête se livrent une lutte acharnée. Aux 50 miles, la moyenne réalisée par Russo est de près de 229 km/h, 10 km/h plus élevée que l'année précédente ! Russo vient d'ailleurs de s'adjuger le record du tour, à plus de 232 km/h de moyenne, battant son temps de qualification. Malheureusement les gommes de la Novi ne vont pas supporter un tel rythme : au début du vingt-deuxième tour, abordant le virage sud-ouest, le pneu arrière droit éclate et Russo amorce un impressionnant dérapage, heurte le mur extérieur et s'immobilise au milieu de la piste. Le pilote, indemne, parvient à s'extraire rapidement de sa voiture. Si O'Connor et Flaherty sont passés sans encombre, les suivants se font surprendre, mais parviennent toutefois à éviter l'obstacle, parfois au prix de terribles embardées. Sam Hanks, qui s'est accroché avec Andrews, a perdu de nombreuses places dans l'incident.
Les lumières jaunes s'allument immédiatement : la course est neutralisée. Plus de quinze minutes sont nécessaires au déblayage de la piste, d'autant que d'autres incidents ont eu lieu : Troy Ruttman est sorti de la piste pour éviter deux concurrents en perdition, tandis que Johnny Thomson a heurté une voiture arrêtée dans les stands ; tous deux ont dû abandonner. Lorsque la course est relancée, O'Connor et Flaherty reprennent leur course en tête, se détachant du reste du peloton emmené par Johnnie Parsons. La longue neutralisation a nettement fait chuter la moyenne : 198,9 km/h après 40 tours (100 miles). Les deux leaders, toujours roues dans roues, accentuent leur avance sur leurs poursuivants mais au quart de la course une seconde neutralisation va être imposée aux concurrents, à la suite d'une sortie de route de Crawford dans le virage nord. Les deux premiers en profitent pour ravitailler et changer de pneus, laissant Parsons prendre en tête. Les nombreux arrêts permettent à Don Freeland, parti en fond de grille, de prendre la seconde place, puis la première lorsque Parsons s'arrête à son tour pour ravitailler. À la fin du soixante-quinzième tour, Freeland ravitaille également, et Flaherty reprend la première place. Peu après, Herman percute le mur des stands et la course est à nouveau neutralisée durant quelques minutes. Après 80 tours, Flaherty mène toujours la ronde devant Freeland (qui n'a perdu qu'une place lors de son arrêt au stand), Bob Sweikert, Parsons, Hanks (bien revenu) et O'Connor, ce dernier ayant perdu un peu de terrain sur les leaders. Peu avant la mi-course, Freeland s'accroche avec un attardé et doit repasser par les stands pour faire réparer l'avant de sa voiture, perdant la seconde place au profit de Hanks, qui a dépassé Parsons puis Sweikert.
Flaherty semble désormais avoir la course bien en mains. Après 120 tours, il devance nettement Hanks, Sweikert et Freeland. Il ravitaille pour la seconde fois à la fin du cent-trente-troisième ; l'arrêt est extrêmement rapide, et il repart en conservant sa première place. Peu après, Jimmy Daywalt percute le mur dans le virage sud-est : il est sérieusement blessé et la course est une nouvelle fois neutralisée. À la relance, Flaherty occupe toujours la première place, devant Freeland et Hanks (qui a ravitaillé). À moins de quarante tours de la fin, alors que Hanks vient de reprenre la seconde place à Freeland, Tony Bettenhausen percute violemment le mur dans le virage sud-ouest ; il s'en tire avec une clavicule cassée. La fin de course n'apporte pas de changement notable, malgré un baroud d'honneur de Hanks qui grignote rapidement son retard sur Flaherty. De quarante-cinq secondes, l'écart n'est bientôt plus que de vingt-sept et le public commence à espérer une arrivée disputée. Mais Flaherty hausse alors le rythme, veillant à maintenir une marge d'une vingtaine de secondes sur son adversaire, marge qu'il conserve jusqu'à l'arrivée. Derrière Hanks, méritant second, Freeland termine isolé à la troisième place.

### Classements intermédiaires
Classements intermédiaires des monoplaces aux premier, cinquième, dixième, vingtième, trentième, quarantième, cinquantième, soixantième, quatre-vingtième, centième, cent-vingtième, cent-quarantième, cent-soixantième et cent-quatre-vingtième tours.

### Classement final

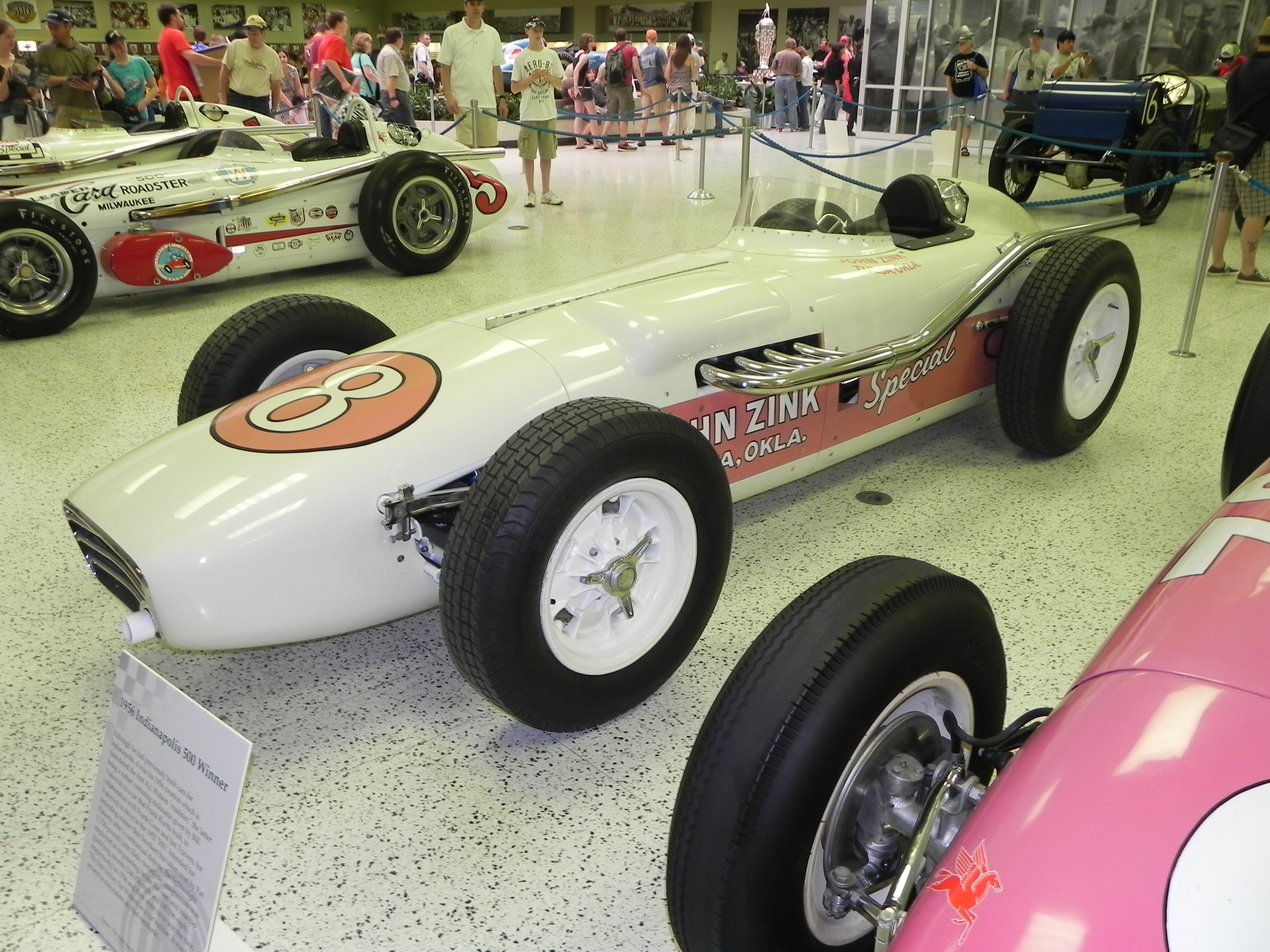
La Watson-Offenhauser de Pat Flaherty, victorieuse de l'édition 1956 des 500 miles d'Indianapolis.

| Rang | no | Pilote                 | Voiture                  | Tours | Temps/Abandon      | Points |
| 1    | 8  | Pat Flaherty           | Watson-Offenhauser       | 200   | 3 h 53 min 28 s 84 | 8      |
| 2    | 4  | Sam Hanks              | Kurtis Kraft-Offenhauser | 200   | + 20 s 45          | 6      |
| 3    | 16 | Don Freeland           | Phillips-Offenhauser     | 200   | + 1 min 30 s 23    | 4      |
| 4    | 98 | Johnnie Parsons        | Kurtis Kraft-Offenhauser | 200   | + 3 min 25 s 69    | 3      |
| 5    | 73 | Dick Rathmann          | Kurtis Kraft-Offenhauser | 200   | + 4 min 21 s 81    | 2      |
| 6    | 1  | Bob Sweikert           | Kuzma-Offenhauser        | 200   | + 5 min 35 s 05    |        |
| 7    | 14 | Bob Veith (R)          | Kurtis Kraft-Offenhauser | 200   | + 6 min 25 s 63    |        |
| 8    | 19 | Rodger Ward            | Kurtis Kraft-Offenhauser | 200   | + 6 min 32 s 31    |        |
| 9    | 26 | Jimmy Reece            | Lesovsky-Offenhauser     | 200   | + 6 min 38 s 31    |        |
| 10   | 27 | Cliff Griffith         | Stevens-Offenhauser      | 199   | + 1 tour           |        |
| 11   | 82 | Gene Hartley           | Kuzma-Offenhauser        | 196   | + 4 tours          |        |
| 12   | 42 | Fred Agabashian        | Kurtis Kraft-Offenhauser | 196   | + 4 tours          |        |
| 13   | 57 | Bob Christie (R)       | Kurtis Kraft-Offenhauser | 196   | + 4 tours          |        |
| 14   | 55 | Al Keller              | Kurtis Kraft-Offenhauser | 195   | + 5 tours          |        |
| 15   | 81 | Eddie Johnson          | Kuzma-Offenhauser        | 195   | + 5 tours          |        |
| 16   | 41 | Billy Garrett (R)      | Kuzma-Offenhauser        | 194   | + 6 tours          |        |
| 17   | 64 | Duke Dinsmore          | Kurtis Kraft-Offenhauser | 191   | + 9 tours          |        |
| 18   | 7  | Pat O'Connor           | Kurtis Kraft-Offenhauser | 187   | + 13 tours         |        |
| 19   | 2  | Jimmy Bryan            | Kuzma-Offenhauser        | 185   | + 15 tours         |        |
| 20   | 24 | Jim Rathmann           | Kurtis Kraft-Offenhauser | 175   | Moteur             |        |
| 21   | 34 | Johnnie Tolan (R)      | Kurtis Kraft-Offenhauser | 173   | Moteur             |        |
| 22   | 99 | Tony Bettenhausen      | Kurtis Kraft-Offenhauser | 160   | Accident           |        |
| 23   | 10 | Ed Elisian Eddie Russo | Kurtis Kraft-Offenhauser | 160   | Freins             |        |
| 24   | 48 | Jimmy Daywalt          | Kurtis Kraft-Offenhauser | 134   | Accident           |        |
| 25   | 54 | Jack Turner (R)        | Kurtis Kraft-Offenhauser | 131   | Moteur             |        |
| 26   | 89 | Keith Andrews          | Kurtis Kraft-Offenhauser | 94    | Transmission       |        |
| 27   | 5  | Andy Linden            | Kurtis Kraft-Offenhauser | 90    | Fuite d'huile      |        |
| 28   | 12 | Al Herman              | Kurtis Kraft-Offenhauser | 74    | Accident           |        |
| 29   | 49 | Ray Crawford           | Kurtis Kraft-Offenhauser | 49    | Accident           |        |
| 30   | 15 | Johnny Boyd            | Kurtis Kraft-Offenhauser | 35    | Fuite d'huile      |        |
| 31   | 53 | Troy Ruttman           | Kurtis Kraft-Offenhauser | 22    | Sortie de piste    |        |
| 32   | 88 | Johnny Thomson         | Kuzma-Offenhauser        | 22    | Sortie de piste    |        |
| 33   | 29 | Paul Russo             | Kurtis Kraft-Novi        | 21    | Accident           | 1      |

Un (R) indique que le pilote était éligible au trophée du "Rookie of the Year" (meilleur débutant de l'année), attribué à Bob Veith.

### Pole position et record du tour
- Pole position :  Pat Flaherty en 1 min 01 s 815 lors de la première séance de qualification[4] (quatre tours en 4 min 07 s 26 - vitesse moyenne : 234,314 km/h).
- Meilleur tour en course :  Paul Russo en 1 min 02 s 32 (vitesse moyenne : 232,415 km/h) au dix-neuvième tour.

### Tours en tête
- Jim Rathmann : 3 tours (1-3)
- Pat O'Connor : 39 tours (4-10 / 22-40 / 42-44 / 46-55)
- Paul Russo : 11 tours (11-21)
- Pat Flaherty : 127 tours (41 / 45 / 76-200)
- Johnnie Parsons : 16 tours (56-71)
- Don Freeland : 4 tours (72-75)

## Classement général à l'issue de la course
- attribution des points : 8, 6, 4, 3, 2 respectivement aux cinq premiers de chaque épreuve et 1 point supplémentaire pour le pilote ayant accompli le meilleur tour en course (signalé par un astérisque)
- Le règlement permet aux pilotes de se relayer sur une même voiture, les points éventuellement acquis étant alors partagés. En Argentine, Musso et Fangio marquent chacun quatre points pour leur victoire, Landi et Gerini marquent chacun un point et demi pour leur quatrième place. À Monaco, Collins et Fangio marquent chacun trois points pour leur seconde place, Castellotti un point et demi pour la quatrième place partagée avec Fangio, ce dernier ne pouvant cumuler avec les points de sa seconde place.

| Pos. | Pilote                 | Écurie       | Points | ARG | MON | 500 | BEL | FRA | GBR | ALL | ITA |
| 1    | Jean Behra             | Maserati     | 10     | 6   | 4   | -   |     |     |     |     |     |
| 2    | Juan Manuel Fangio     | Ferrari      | 9      | 5*  | 4*  | -   |     |     |     |     |     |
| 3    | Stirling Moss          | Maserati     | 8      | -   | 8   | -   |     |     |     |     |     |
|      | Pat Flaherty           | Watson       | 8      | -   | -   | 8   |     |     |     |     |     |
| 5    | Sam Hanks              | Kurtis Kraft | 6      | -   | -   | 6   |     |     |     |     |     |
| 6    | Luigi Musso            | Ferrari      | 4      | 4   | -   | -   |     |     |     |     |     |
|      | Mike Hawthorn          | Maserati     | 4      | 4   | -   | -   |     |     |     |     |     |
|      | Don Freeland           | Phillips     | 4      | -   | -   | 4   |     |     |     |     |     |
| 9    | Peter Collins          | Ferrari      | 3      | -   | 3   | -   |     |     |     |     |     |
|      | Johnnie Parsons        | Kuzma        | 3      | -   | -   | 3   |     |     |     |     |     |
| 11   | Olivier Gendebien      | Ferrari      | 2      | 2   | -   | -   |     |     |     |     |     |
|      | Hermano da Silva Ramos | Gordini      | 2      | -   | 2   | -   |     |     |     |     |     |
|      | Dick Rathmann          | Kurtis Kraft | 2      | -   | -   | 2   |     |     |     |     |     |
| 14   | Chico Landi            | Maserati     | 1,5    | 1,5 | -   | -   |     |     |     |     |     |
|      | Gerino Gerini          | Maserati     | 1,5    | 1,5 | -   | -   |     |     |     |     |     |
|      | Eugenio Castellotti    | Ferrari      | 1,5    | -   | 1,5 | -   |     |     |     |     |     |
| 17   | Paul Russo             | Kurtis Kraft | 1      | -   | -   | 1*  |     |     |     |     |     |

## À noter
- 1re victoire pour Pat Flaherty dans le cadre du championnat du monde de Formule 1.
- 1re victoire pour Watson en tant que constructeur dans le cadre du championnat du monde de Formule 1.
- 7e victoire pour Offenhauser en tant que motoriste dans le cadre du championnat du monde de Formule 1.
- Voitures copilotées :
  - n° 10 : Ed Elisian (123 tours) et Eddie Russo (37 tours)

## Sources
- (en) Résultats complets sur le site officiel de l'Indy 500